# Colladonus ultimus
Colladonus ultimus är en insektsart som beskrevs av Nielson 1988. Colladonus ultimus ingår i släktet Colladonus och familjen dvärgstritar. Inga underarter finns listade i Catalogue of Life.